# 280
Năm 280 là một năm trong lịch Julius. 

## Sự kiện
- Đông Ngô sụp đổ, nhà Tây Tấn thống nhất Trung Hoa